# Kokubu Shintaro
Shintaro Kokubu (國分 伸太郎 Kokubu Shintaro, sinh ngày 31 tháng 8 năm 1994) là một cầu thủ bóng đá người Nhật Bản. Anh thi đấu cho Oita Trinita.

## Sự nghiệp
Shintaro Kokubu gia nhập câu lạc bộ tại J2 League Oita Trinita năm 2017.